# Mongoolse kortteenleeuwerik
De Mongoolse kortteenleeuwerik (Alaudala cheleensis; synoniem: Calandrella cheleensis) is een vogel uit de familie van de leeuweriken (Alaudidae).

## Verspreiding en leefgebied
Deze soort komt voor in het zuidelijke deel van centraal tot oostelijk Azië en telt vier ondersoorten:
- A. c. leucophaea: van Turkmenië tot westelijk Kirgizië.
- A. c. seebohmi: noordwestelijk China en zuidwestelijk Mongolië.
- A. c. tuvinica: zuidelijk Siberië en noordwestelijk Mongolië.
- A. c. cheleensis: noordwestelijk China, Mongolië en noordoostelijk China.

## Status
De grootte van de populatie wordt geschat op 1-10 miljoen volwassen vogels. Op de Rode lijst van de IUCN heeft deze soort de status niet bedreigd.